# Vladimir Semjonovič Gluhov
Vladimir Semjonovič Gluhov [vládimir semjónovič glúhov] (rusko Владимир Семёнович Глухов), ruski fizik, * 1813, † 1894.

## Življenje in delo
Gluhov je leta 1830 diplomiral na Inštitutu inženirjev gradbeništva. Tu je več kot 30 let poučeval matematiko, fiziko, fizično geografijo in višjo geodezijo. Delal je na Inštitutu za rudarstvo, v drugem kadetskem korpusu. V 1840-tih je vodil Komisijo za uvedbo elektromagnetnega telegrafa v Ruskem imperiju. Na njegovo pobudo so v Ruskem imperiju sprejeli Morsejevo abecedo. V 1860-tih je delal na Oddelku za posredne davke, vodil odpravo za preskušanje uvoženih alkoholometrov.
Med letoma 1865 in 1892 je bil znanstveni skrbnik na Depoju za vzorčne mere in uteži.
Razvil je program nacionalnega meroslovja in nadzorstva. Bil je pobudnik leta 1869 ustanovljene vladne komisije za prenovo Depoja za vzorčne mere in uteži. Funkcijo Depoja je opredelil kot vladni nadzorni organ, ki upravlja z vsemi merilnimi pripravami, uporabljenimi za umerjanje uteži in mer. Osnutek zakona o merah in utežeh je obravnaval rabo osnovne enote za dolžino - aršina, namesto sežnja, ter tudi točnejšo opredelitev osnovne enote za maso - funta. Osnutek je obravnaval obnovitev prototipov (etalonov) za dolžino in maso ter neobvezno rabo v Ruskem imperiju metrskega sistema skupaj z ruskim sistemom.
Izdelal je primerjavo različnih mer za dolžino in maso, organiziral prvo meroslovno delo s področja termometrije in prispeval k izboljšanju opreme Depoja za vzorčne mere in uteži.
Veliko zamisli Gluhova je naprej razvil in izvedel Mendelejev v Glavnem uradu za mere in uteži.